# 베마나시쥐여우원숭이
베마나시쥐여우원숭이(Microcebus manitatra)는 쥐여우원숭이의 일종이다. 2016년 마다가스카르섬에서 기재되었고, 독일영장류센터의 연구팀이 발견했다. 원래 베르트부인쥐여우원숭이(2013년에 이미 기재)와 보라하쥐여우원숭이, 간스혼쥐여우원숭이 같은 근연종들 속에서 발견되었다. 겉모습이 유사하기 때문에 초기에 별도 종으로 구별하기 힘들었다. 이 유전학 연구는 켄터키 대학교와 듀크 여우원숭이 센터, 마다가스카르의 안타나나리보 대학 과학자들의 공동 연구를 통해 수행되었다. 유전자 분석(mtDNA 서열 분석)을 통해서 별도의 종으로 구별할 수 있다.